# Josafat (novela)
Josafat es una novela del escritor español Prudenci Bertrana, publicada por primera vez en 1906 y escrita en catalán.

## Biografía
Escrita por Prudenci Bertrana, formó parte de la Publicació Emporium, editada en la localidad gerundense de Palafrugell. Consta de nueve capítulos. José Roca y Roca la considera «castizamente catalana». La novela, ambientada en Gerona, ha sido adscrita al modernismo literario.